# 巴伦-赫姆奇克区
巴伦-赫姆奇克区，是俄羅斯圖瓦共和國的一個区，行政中心是克孜勒-马扎雷克。该区在图瓦语中意思是“赫姆奇克之右”，因在赫姆奇克河右岸而得名。面積6,290平方公里，2010年人口12,847。

## 外部連結
- http://gov.tuva.ru/region/msu/766/（页面存档备份，存于）